# Stictoleptura pyrrha
Stictoleptura pyrrha är en skalbaggsart som först beskrevs av Bates 1884.  Stictoleptura pyrrha ingår i släktet Stictoleptura och familjen långhorningar. Inga underarter finns listade i Catalogue of Life.